# Mužský pohled

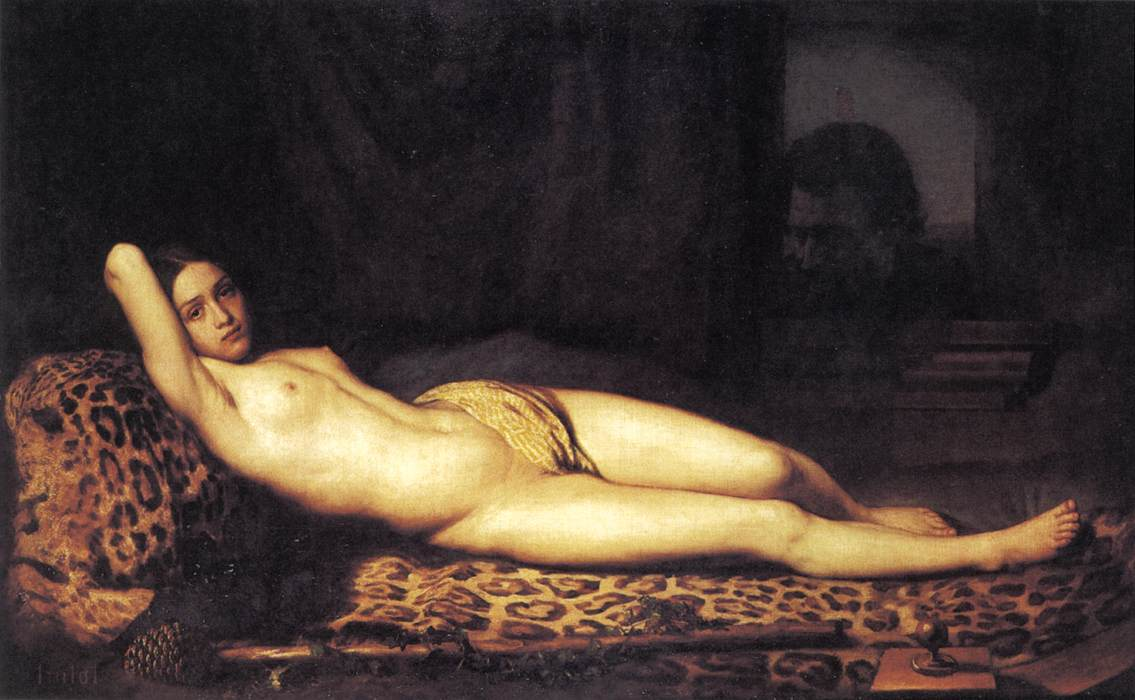
Nude Girl on a Panther Skin (1844) od Félixe Trutata (1844) ukazuje nahou ležící ženu, kterou sleduje velká mužská tvář u okna její ložnice; malba ilustruje koncept mužského pohledu.

Mužský pohled je ve feministické teorii způsob zobrazování žen a světa, ve výtvarném umění a v literatuře z maskulinní, heterosexuální perspektivy, která ženy vyobrazuje jako sexuální objekty pro potěšení heterosexuálního mužského diváka.
Pohled byl koncept vyvinutý ve francouzské filozofii 20. století a termín „mužský pohled“ poprvé použil anglický umělecký kritik John Berger ve sérii filmů pro BBC pod názvem "Ways of Seeing" odvysílaných v lednu 1972. Koncept dále použil později ve své knize, která analyzovala zacházení se ženami jako objekty v reklamách a v evropském malířství. Koncept se brzy stal populární mezi feministkami, kdy například britská filmová kritička Laura Mulveyová použila koncept ke kritice tradičního mediálního vyobrazení ženské postavy v kinematografii a ukotvila tuto frázi.
Psychoanalytická teorie Sigmunda Freuda a Jacquese Lacana jsou základem vývoje Mulveyové teorie mužského pohledu, protože poskytují perspektivu, jejímž prostřednictvím byla Mulvey schopna interpretovat „prvotní přání po příjemném pohledu“ uspokojené prostřednictvím filmu. Jako způsob, jak vidět ženy a svět, zahrnují psychoanalytické teorie mužského pohledu freudovské a lacanovské koncepty, jako je scopophilia, tj. potěšení z pohledu. Termíny skopofilie a skoptofilie popisují jak estetické potěšení, tak sexuální potěšení odvozené z pohledu na někoho nebo něco.

## Historie
Existencialistický filozof Jean-Paul Sartre zavedl pojem le regard – pohled, v Bytí a nicota (1943), kde popisuje akt pohledu na jinou lidskou bytost, který vytváří subjektivní mocenský rozdíl, jež pociťuje pozorovatel a osoba, která je pozorována, jelikož osoba, na kterou se díváme, je vnímána jako předmět, nikoli jako lidská bytost. Filmový koncept mužského pohledu je prezentován, vysvětlen a rozvíjen v eseji „Visual Pleasure and Narrative Cinema“ (1975), ve kterém Laura Mulvey tvrdí, že sexuální nerovnost – asymetrie sociální a politické moci mezi muži a ženami – je kontrolní sociální síla ve filmové reprezentaci žen a mužů; a že mužský pohled (estetické potěšení mužského diváka) je sociální konstrukt odvozený z ideologií a diskurzů patriarchátu. V oblasti mediálních studií a feministické filmové teorie je mužský pohled koncepčně spjat s chováním voyeurismu, scopofilie (potěšení z pohledu) a narcismu.
Další důležitá část Mulveyové teorie je postavena na freudovském psychoanalytickém konceptu "mužské kastrační úzkosti", kde, protože ženě chybí falus, její přítomnost vyvolává nepříjemnosti v mužském nevědomí. Aby se tato nepříjemnost zmírnila, Mulvey teoretizuje, že ženy se v médiích proměňují v pasivní příjemce mužské objektivizace.  Pouhá přítomnost ženského těla na obrazovce, „její neexistence falusu, [implikuje] hrozbu kastrace, a tedy nelibosti“, která je podvrácena přílišnou sexualizací její ženskosti. Pro Mulveyovou existují dva způsoby, jak mohou být ženy jako pasivní příjemci mužského pohledu sexualizovány, aby se odvrátil strach z kastrace: voyeurismus-sadismus a fetišizace. V její analýze voyeurismus-sadismus pojednává o tom, že „potěšení spočívá v zjištění viny (bezprostředně spojené s kastrací), prosazení kontroly a podrobení viníka trestem nebo odpuštěním“. Fetišizace zahrnuje zmenšení hrozby kastračního strachu spojeného s přítomností ženy pomocí fragmentace a hypersexualizací částí ženského těla.
V narativním filmu je perspektiva mužského pohledu perspektiva heterosexuálního muže, jehož zrak setrvává na rysech ženského těla. V narativní kinematografii mužský pohled obvykle zobrazuje ženskou postavu (ženu, dívku, dítě) ve dvou rovinách erotiky: (i) jako erotický objekt touhy pro postavy ve filmu; a (ii) jako erotický předmět touhy pro mužského diváka filmu. Takové vizualizace zavádějí role dominantního muže a dominantní ženy tím, že představují ženu jako pasivní objekt pro mužský pohled aktivního diváka. Sociální párování pasivního objektu (ženy) a aktivního diváka (muž) je funkčním základem patriarchátu, tj. genderových rolí, které jsou kulturně posíleny v mainstreamové estetice (textové, vizuální), v komerčních kinech. Dívajícím může být osoba jiného genderu než mužského – při sledování dochází totiž podle Mulveyové k identifikaci divačky a diváka s mužským protagonistou, čímž dochází k přijetí mužského pohledu na vizuální materiál a v důsledku na sebe sama. Ve filmech, ve kterých je mužský pohled důležitější než pohled ženský – estetická volba založená na nerovnosti sociálně-politické moci mezi muži a ženami.
Jako ideologický základ patriarchátu je sociálně-politická nerovnost realizována jako hodnotový systém, pomocí něhož instituce vytvořené muži (např. filmový byznys, reklama, móda) jednostranně určují, co je ve společnosti „přirozené a normální“. Časem lidé ve společnosti věří, že umělé hodnoty patriarchátu jako sociálního systému jsou „přirozeným a normálním“ řádem ve společnosti, protože muži se dívají na ženy a na ženy se dívají muži; proto se západní hierarchie „nižších žen“ a „nadřazených mužů“ odvozuje ze chybné představy mužů a žen jako sexuálních protivníků, spíše než jako sexuálních rovných.

## Pohled na nahou ženu

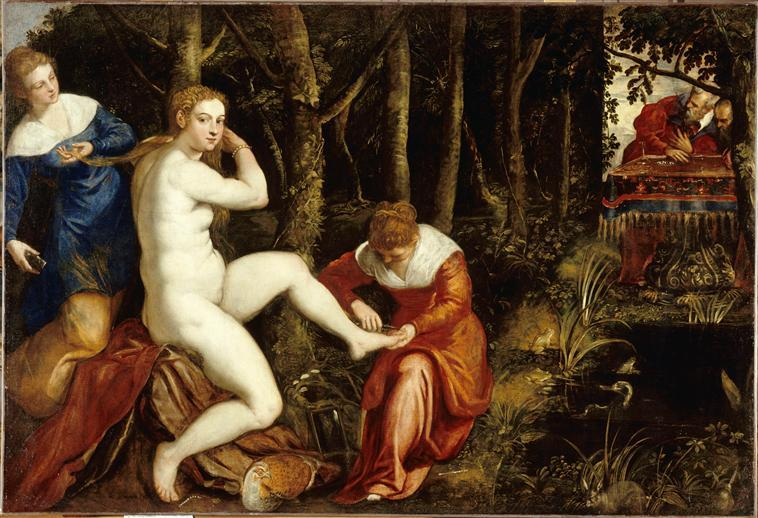
Tintorettův obraz Susanna a starší; Susanna se dívá přímo na diváka obrazu a dává najevo, že si je vědoma toho, že je sledována.

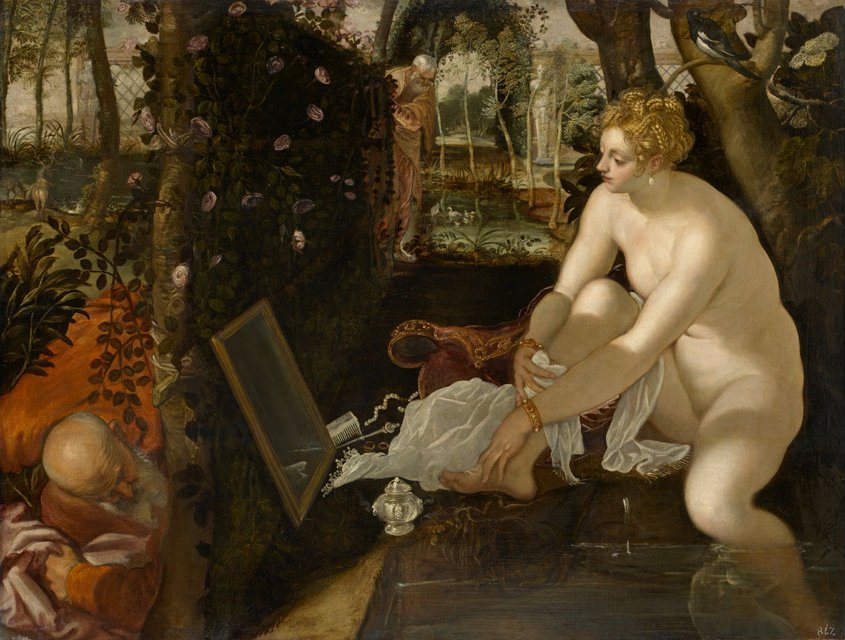
Další z Tintorettových obrazů Susanna a starší; „Susanna se na sebe dívá v zrcadle. Takto se připojuje k divákům ve sledování sebe sama,“ říká Berger.

V televizním seriálu a knize Ways of Seeing (1972), kde byl tento termín poprvé použit, se umělecký kritik John Berger zabýval sexuální objektivizací žen v umění a reklamě tím, že zdůrazňoval, že muži se dívají (look) a na ženy je pohlíženo (looked-at) jako na subjekty obrázků.
V žánru renesančního aktu si žena, která je námětem malby, často uvědomuje, že se na ni dívají buď ostatní na obraze nebo divák, který se dívá na obraz, na kterém je předmětem. Berger analyzuje dva z Tintorettových obrazů Susanna a starší. Příběh ženy falešně obviněné z cizoložství poté, co se dva muži navzájem přistihnou při špehování, když se koupe. V prvním obraze se ohlíží zpět, vědoma diváka. Ve druhém obraze se na sebe sama dívá v zrcadle a připojuje se tak k nám a starším jako diváka sama sebe. Susannin nedostatek úzkosti z toho, že ji mužští umělci pozorují nahou na obrazech, jsou v kontrastu s jasným utrpením, které ukazuje na vyobrazení stejné scény Artemisia Gentileschi, umělkyně, jejíž Susanna dává najevo, že je zjevně v nesnázích, když je sledována dvěma muži.
V umění se spojuje konvence uměleckého ztvárnění objektivizací ženy mužským pohledem s lacanskou teorií sociálního odcizení – psychologické rozštěpení, ke kterému dochází tím, že člověk vidí sebe sama takové, jaké je, a vidění sebe sama jako idealizovanou reprezentaci.

## Následky mužského pohledu
Rachel Calogero ukázala, že mužský pohled může mít škodlivé účinky na ženské sebevědomí a sebeobjektivizaci, což vede ke zvýšenému tělesnému studu a zhoršenému duševnímu stavu. U většiny žen to není fyzická interakce s mužem, která způsobuje takové internalizované pocity sebeobjektivizace a negativních mentálních stavů, ale jednoduše samotné předjímání toho, že jsou předmětem mužského pohledu, způsobuje tyto pocity. Potenciálním efektem mužského pohledu je nejen zhoršený psychický stav a sebeobjektivizace, ale také pocity úzkosti o postavu a tvar těla.

## Kritika

### Odmítnutí
Feministická akademička Camille Paglia odmítla koncept filmového mužského pohledu:
Od chvíle, kdy feminismus na počátku 70. let začal upevňovat svou ideologii, se Hitchcock stal obětním beránkem feministické teorie. Velmi hlasitě jsem oponovala zjednodušující teorii „mužského pohledu“, která je spojována s Laurou Mulvey (a od které se ona sama poněkud vzdálila) a která převzala feministická filmová studia do upírské míry v posledních 25 let. Představa, že muž, který se na krásnou ženu dívá, nebo režisér, který natáčí krásnou ženu, z ní dělá objekt, činí ji pasivní pod mužským pohledem, který hledá kontrolu nad ženou tím, že ji proměňuje v pouhou hmotu, v „maso“ – myslím, že to byl naprostý nesmysl od začátku. Formulovali ho lidé, kteří nevěděli nic o dějinách malířství nebo sochařství, o dějinách výtvarného umění. Byla to a priori teorie: Nejprve tu byla feministická ideologie, která tvrdila, že historie není nic jiného než mužský útlak a viktimizace žen, a pak přišla tato teorie – model „oběti“ feminismu aplikovaný ve velkém na kulturní díla.

### Matrixový pohled
Bracha Ettinger kritizovala mužský pohled matrixovým pohledem (matrix z latinského děloha). Matrixový pohled se netýká subjektu a jeho objektu existujícího nebo chybějícího, ale týká se „trans-subjektivity“ a sdílnosti a je založen na femininně-matrixické odlišnosti, která kontrastuje falickému maskulinum-femininum. Na rozdíl od Lacanovy práce je Ettingerova perspektiva o struktuře samotného Lacanova subjektu, který je dekonstruován, a tak vytváří perspektivu ženské dimenze s hybridním matrixovým pohledem.

### Opoziční pohled
V eseji "The Oppositional Gaze: Black Female Spectators" (1997) Bell Hooks argumentuje, že černé ženy jsou umístěny mimo "potěšení z pohledu" tím, že jsou vyloučeny jako předměty mužského pohledu.  Kromě výlučnosti sexu/sexuality jako signifikátorů odlišnosti se Bell Hooks prostřednictvím teorie opozičních pohledů zabývá tím, jak je síla v pohledu také definována podle rasy. Z její interpretace Mulveyové eseje „Visual Pleasure and Narrative Cinema“ (1975), Hooks řekla, že „z pohledu, které připouští rasu, je jasně vidět, proč černé divačky, které nejsou oklamáni mainstreamovou kinematografií, si rozvinou opoziční pohled". Ve vztahu k Lacanově zrcadlové fázi, během níž se u dítěte rozvíjí schopnost sebepoznání, a tím ideální ego, funguje opoziční pohled jako forma ohlédnutí, při hledání černého ženského těla v rámci filmové idealizace bílého ženství.
Jak uvádí Hooks, černá divačka se neztotožňuje s „ani falocentrickým pohledem, ani s konstrukcí bílého ženství jako s nedostatkem“, a tak „kritické černé divačky konstruují teorii, kde filmová vizuální rozkoš je potěšením z výslechu“. Toto potěšení z výslechu pramení z reakce na filmovou reprezentaci, která „popírá tělo‘ černé ženy, aby udržela nadvládu bílé a s ní falocentrickou diváckou kulisu, kde žena, na kterou se má dívat a po ní chtít, je bílá“.